# Timeless (seriál)
Timeless je americký dramatický sci-fi televizní seriál, který měl premiéru 3. října 2016 na stanici NBC. Goran Višnjić hraje kriminálníka, který cestuje časem a snaží se změnit směřování americké historie. Proti němu stojí profesorka historie (Abigail Spencer), voják (Matt Lanter) a vědec (Malcolm Barrett). Tvůrci seriálu jsou Shawn Ryan a Eric Kripke. 
Dne 10. května 2017 stanice seriál po první řadě zrušila. O tři dny později stanice objednala druhou řadu, která měla premiéru dne 11. března 2018. 22. června 2018 byl seriál opět zrušen, avšak 31. července 2018 bylo oznámeno závěrečné dvojdílné finále, které NBC uvedla 20. prosince 2018. V Česku uvedla první sérii premiérově AXN 20. ledna 2019, druhou sérii přímo navázala 23. března téhož roku. Závěrečné dvojdílné finále bylo odvysíláno 28. dubna 2019.

## Synopse
Poté, co je experimentální stroj času unesen kriminálníkem Garciou Flynnem, se dává dohromady tým, skládající se z profesorky historie Lucy Preston, jejich ochránce Wyatta Logana, který je voják a vědce Rufuse Carlina, kteří jsou vysláni zpátky v čase, aby ho dopadli. Brzy se však dozvídají, že Flynn a jeho pomocníci se snaží přepsat americkou historii.

## Obsazení

### Hlavní role
- Abigail Spencer jako Lucy Preston: profesorka historie.
- Matt Lanter jako Wyatt Logan: voják.
- Malcom Barrett jako Rufus Carlin: vědec.
- Sakina Jaffrey jako agentka Denise Christopher
- Paterson Joseph jako Connor Mason: vedoucí Mason Industries, společnosti, která vyrobila stroj času.
- Claudia Doumit jako Jiya Marri: talentovaný mladý programátor pracující pro Mason Industries.
- Goran Višnjić jako Garcia Flynn: kriminálník, kterému se podařilo unést stroj času, s nímž se snaží změnit americkou historii.

### Vedlejší role
- Matt Frewer jako Anthony Bruhl (1. řada)
- Susanna Thompson jako Carol Preston: matka Lucy.
- John Getz jako agent Benjamin Cahill
- Chad Rook jako Karl (1. řada)
- Annie Wersching jako Emma Whitmore
- Michael Rady jako Nicholas Keynes: dědeček Carol. (2. řada)
- Tonya Glanz jako Jessica Logan (2. řada)

## Vysílání
| Řada   | Díly | Premiéra v USA    | Premiéra v USA    | Premiéra v ČR   | Premiéra v ČR   |
| Řada   | Díly | První díl         | Poslední díl      | První díl       | Poslední díl    |
| ------ | ---- | ----------------- | ----------------- | --------------- | --------------- |
| 1      | 16   | 3. října 2016     | 20. února 2017    | 20. ledna 2019  | 24. března 2019 |
| 2      | 10   | 11. března 2018   | 13. května 2018   | 24. března 2019 | 28. dubna 2019  |
| Finále | 2    | 20. prosince 2018 | 20. prosince 2018 | 28. dubna 2019  | 28. dubna 2019  |

## Recenze
Na recenzní stránce Rotten Tomatoes získala první řada ze 40 započtených recenzí 84 % s průměrným ratingem 6,4 bodů z deseti. Na serveru Metacritic seriál získal z 29 recenzí 65 bodů ze sta. Na Česko-Slovenské filmové databázi snímek získal 70 %.

## Ocenění a nominace
| Rok  | Ocenění                | Kategorie                                             | Nominovaný      | Výsledek  | Zdroj  |
| ---- | ---------------------- | ----------------------------------------------------- | --------------- | --------- | ------ |
| 2017 | People's Choice Awards | Nejoblíbenější nové drama                             | Timeless        | nominace  | [ 9 ]  |
| 2017 | Rockie Awards          | Sci-Fi, fantasy a akční                               | Timeless        | vítězství | [ 10 ] |
| 2017 | Cena Saturn            | Nejlepší sci-fi televizní seriál                      | Timeless        | nominace  | [ 11 ] |
| 2017 | Teen Choice Awards     | Nejlepší herečka ve sci-fi/fantasy televizním seriálu | Abigail Spencer | nominace  | [ 12 ] |
| 2017 | Teen Choice Awards     | Nejlepší výbuch vzteku                                | Malcolm Barrett | nominace  | [ 12 ] |
| 2017 | Teen Choice Awards     | Nejlepší nový televizní seriál                        | Timeless        | nominace  | [ 12 ] |
| 2017 | Teen Choice Awards     | Nejlepší sci-fi/fantasy televizní seriál              | Timeless        | nominace  | [ 12 ] |